# آمریکایی‌های بلاروسی‌تبار
آمریکایی‌های بلاروسی‌تبار (بلاروسی: Беларускія амэрыканцы) آمریکایی‌هایی هستند که تمام یا پاره‌ای از اصالتشان به بلاروسی‌ها می‌رسد.